# Бозтумсык
Бозтумсык (каз. Бозтұмсық) — село в Улытауском районе Улытауской области Казахстана. Административный центр Каракенгирского сельского округа. Находится на левом берегу реки Кара-Кенгир, примерно в 38 км к востоку-северо-востоку (ENE) от села Улытау, административного центра района, на высоте 490 метров над уровнем моря. Код КАТО — 356071100.

## Население
В 1999 году численность населения села составляла 1371 человека (719 мужчин и 652 женщины). По данным переписи 2009 года, в селе проживало 962 человека (525 мужчин и 437 женщин).